# Давид Гареджийский
Давид Гареджийский (груз. დავით გარეჯელი; † 604) — восточно-христианский монах, ученик Иоанна Зедазнийского, пришедший с ним из Антиохии в Иверию с проповедью христианства; один из 13 ассирийских отцов. Память в Православной церкви — 7 мая (по юлианскому календарю) и в четверг по Вознесении (мамадавитоба). Почитается одним из основателей грузинского монашества.
Подвизался на горе Задени близ древней столицы Грузии — Мцхеты, затем на горе Мтацминда (ныне — на территории Тбилиси, на месте, где находится храм его имени — Мамадавити), потом перебрался в пещеру Гареджа.
С Давидом Гареджийским связана легенда о происхождении храма Кашвети. По легенде, подстрекаемая языческими жрецами женщина обвинила Давида Гареджийского в том, что беременна от него. Давид предсказал, что её неправота станет очевидной, когда она родит камень. После того, как это и произошло, место получило название «к(в)ашвети».

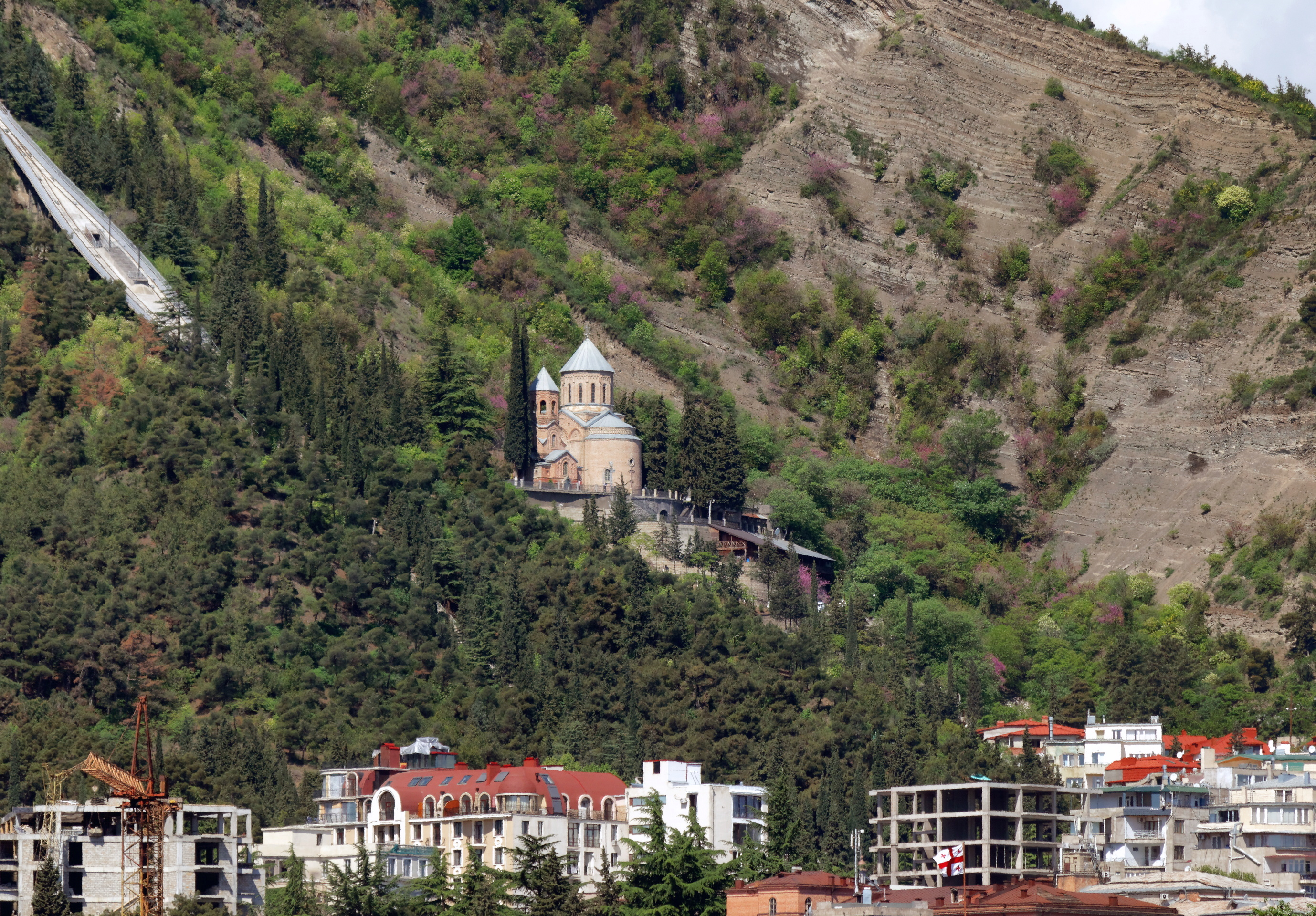
церковь Святого Давида в Тбилиси

В память Давида возведена церковь Святого Давида в Тбилиси (Мтацминда) и церковь Акура в одноимённом селе.